# Alan MacDiarmid
Alan Graham MacDiarmid, ONZ FRS (født 14. april 1927, død 7. februar 2007) var en New Zealand-født amerikansk kemiker. Han modtog nobelprisen i kemi i 2000 sammen med Alan J. Heeger og Hideki Shirakawa "for deres opdagelse og udvikling af ledende polymerer;" de udgav deres resultater om den strømførende polymer polyacetylen i 1977.